# Golfspectrum
Het energiedichtheidspectrum, energiespectrum, golfspectrum of kortweg alleen spectrum is de verdeling van de totale energie van een golfveld over de verschillende frequenties en richtingen. Bij een frequentiespectrum wordt alleen de energie van de golven weergegeven als functie van de tijd, bij een richtingsspectrum gebeurt dit met de richtingen.
Dit wordt toegepast bij golfvelden die bestaan uit zeer veel enkelvoudige golven met verschillende golfhoogtes en -periodes in verschillende richtingen.

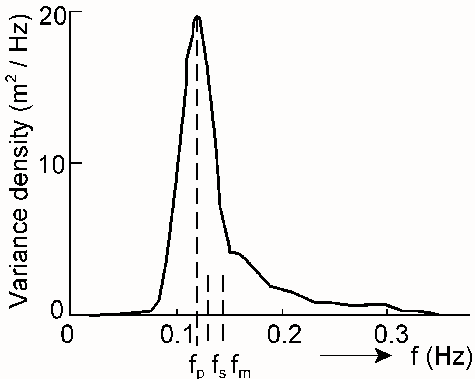
Een energiedichtheidsspectrum voor zeegolven

## Zeegolven
Zeegolven worden vaak beschreven als enkelvoudige golf met een significante golfhoogte en periode en gemiddelde voortplantingsrichting. Juist zeegang bestaat echter uit vele verschillende golven. Om tot een beter model van deze samengestelde golven te komen, worden deze statistisch beschreven. Het spectrum wordt berekend met de fouriertransformatie aan de hand van waarnemingen.
Een belangrijk spectrum voor zeegang is het Pierson–Moskowitzspectrum dat een volledig ontwikkelde zeegang op diep water beschrijft aan de hand van een enkele parameter. Dit model is geldig in situaties waar de duur van de wind voldoende lang is en de windbaan voldoende lengte heeft. Als aan deze twee voorwaarden niet wordt voldaan, dan zal de zee niet volledig opbouwen, wat doorgaans resulteert in een lagere periode en een geconcentreerde energie waardoor hogere pieken ontstaan. Het Bretschneiderspectrum maakt gebruik van twee parameters om ook niet volledig ontwikkelde zeeën te kunnen beschrijven.
Het Jonswapspectrum werd ontwikkeld om de zeeën van de Noordzee met hun beperkte windbaan te beschrijven en is een aanpassing op het Bretschneiderspectrum gebaseerd op jarenlange waarnemingen op de Noordzee.
Als er sprake is van zowel zeegang als deining, kan gebruik gemaakt worden van het Ochi-Hubblespectrum en het Torsethaugenspectrum die beide een dubbelpiekig spectrum beschrijven, waarbij de laatste meer geschikt is voor de Noordzee.

## Spectraal moment

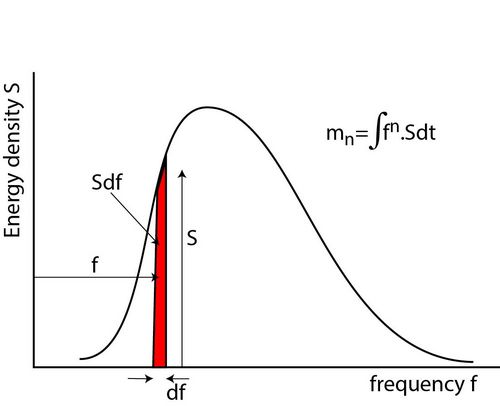
Uitleg spectraal moment

De geïntegreerde oppervlakte onder het energiedichtheidsspectrum m0 is de totale energie in het golfveld, de golfhoogte Hm0 is 4√m0. Voor het bepalen van de periode kan een spectraal moment gebruikt worden. Een moment is arm maal oppervlak, dus bij een spectrum is het moment te bepalen als de integraal van de arm f maal de oppervlakte van het spectrum S. In formulevorm wordt dit dus:
{\displaystyle m_{n}=\int _{f=0}^{\infty }f^{n}\cdot S\mathrm {d} f}
In deze formule is n de orde van het moment. Normaal wordt bij een moment het eerste orde moment gebruikt (dus n = 1). Het nulde-orde-moment (dus n = 0) geeft m0, dus de totale oppervlakte van het spectrum, de totale golfenergie. Het eerste negatieve moment wordt verkregen door voor n de waarde -1 te kiezen. 
Voor de periode wordt vaak de piekperiode gebruikt, dat is het hoogste punt van het spectrum. Maar voor onregelmatige spectra, zoals die in de natuur meestal voorkomen, is dit een vrij arbitraire waarde. Daarom wordt de periode meestal uit het moment berekend. Traditioneel wordt hiervoor het quotiënt van het nulde en het eerste-orde-moment gebruikt:
{\displaystyle T_{1}=T_{m1,0}={\frac {m_{0}}{m_{1}}}}
Voor de interactie met een constructie (bijvoorbeeld golfoverslag of blokstabiliteit) wordt de voorkeur gegeven aan de periode bepaald met het eerste negatieve moment:
{\displaystyle T_{m-1,0}={\frac {m_{-1}}{m_{0}}}}
Het voordeel van deze parameter is dat wat meer gewicht wordt gegeven aan de langere golven in het spectrum, die belangrijker zijn voor de interactie met de constructie.  